# 超新星早期预警系统
超新星早期預警系統 (SNEWS)是個檢測微中子的網路，可以為天文學家提供銀河系或鄰近的星系，像是大麥哲倫星系、大犬座矮星系等的超新星早期預警。在紅巨星等恆星塌縮時，在核心會產生大量的微中子。在目前的模型中，這些微中子是在超新星的亮度高峰之前發出的，所以原則上微中子檢測器可以提前給天文學家一個超新星已經產生，可能很快就能看到的警訊。來自超新星SN 1987A的微中子脈衝在光子抵達之前3小時就已經被工作中的SNEWS檢測到。
目前SNEWS的成員包括Borexino、超級神岡、LVD、SNO和IceCube。目前SNO 正在進行升級為SNO+的計畫，暫時不能參與檢測工作。
截至2011年6月，SNEWS沒有提供任何的超新星警訊。

## 外部連結
- 官方网站
- Antonioli, P.; et al.. . New Journal of Physics. 2004, 6: 114–114. Bibcode:2004NJPh....6..114A. arXiv:astro-ph/0406214 . doi:10.1088/1367-2630/6/1/114.
- Francis Reddy, "Time for SNEWS", Astronomy 3 June 2005 （页面存档备份，存于）
- NOVA podcast about SNEWS （页面存档备份，存于） (the same in MP3 format[])

Template:微中子檢測